# Drocourt, Pas-de-Calais
Drocourt là một xã của tỉnh Pas-de-Calais, thuộc vùng Hauts-de-France, miền bắc nước Pháp.

## Dân số
| 1962                                                           | 1968 | 1975 | 1982 | 1990 | 1999 | 2004 |
| -------------------------------------------------------------- | ---- | ---- | ---- | ---- | ---- | ---- |
| 2247                                                           | 2361 | 3035 | 3458 | 3341 | 3104 | 3115 |
| Census count starting from 1962: Population without duplicates |      |      |      |      |      |      |